# Aeropuerto de Berlín-Tempelhof
El Aeropuerto de Berlín-Tempelhof (en alemán: Flughafen Berlin-Tempelhof; IATA: THF; ICAO: EDDI) fue uno de los tres aeropuertos históricos de Berlín, junto a los de Berlín-Tegel y Berlín-Schönefeld. Este último sería ampliado y absorbería a los otros dos, convirtiéndose el 31 de octubre de 2020 en el Aeropuerto de Berlín-Brandeburgo Willy Brandt. Situado en los distritos municipales de Tempelhof-Schöneberg y Neukölln, el Aeropuerto de Berlín-Tempelhof estuvo operativo desde 1923 a 2008.

## Historia
La historia de este primitivo campo de aviación se remonta a 1909, cuando el francés Armand Zipfel realizó la primera demostración de vuelo en Tempelhof, seguido más tarde por el estadounidense Orville Wright. 
El 6 de enero de 1923, Tempelhof fue declarado oficialmente aeropuerto y el 6 de enero de 1926 se fundó en Tempelhof la aerolínea Deutsche Luft Hansa AG, precursora de la compañía Lufthansa. En 1934, como parte del plan de Albert Speer para la reconstrucción de Berlín durante el periodo nazista, el Ministerio de Aviación del Reich bajo el mando de Hermann Goring, encargó al arquitecto Ernst Sagebiel la edificación de una nueva terminal de pasajeros, que substituyese a la primitiva, de 1927. Las obras se iniciaron en 1936 y finalizaron en 1941. El complejo de salas del aeropuerto y los edificios adyacentes forma una estructura monumental de un cuarto de circunferencia de más de un kilómetro de longitud. Hasta la construcción del Pentágono, la terminal de Tempelhof fue el mayor edificio del mundo. Norman Foster lo describió como "la madre de todos los aeropuertos".

### II Guerra Mundial
El aeropuerto de Tempelhof se utilizó excepcionalmente durante la II Guerra Mundial como aeródromo de guerra por la aviación alemana para aterrizajes de emergencia. Sin embargo, en los sótanos del aeropuerto se ensamblaron motores de Junkers Ju 87, conocidos como Stukas.
Pese a que Tempelhof fue tomado por los soviéticos el 24 de abril de 1945, la división de Berlín en cuatro zonas controladas por las potencias vencedoras de la guerra dio como resultado que el aeropuerto pasara a manos americanas, al estar la zona en la parte de Berlín controlada por estos. El ejército estadounidense tomó el control del aeropuerto el 2 de julio de 1945. Los acuerdos de Potsdam de agosto de ese mismo año confirmaron la titularidad norteamericana del aeropuerto.

### Posguerra

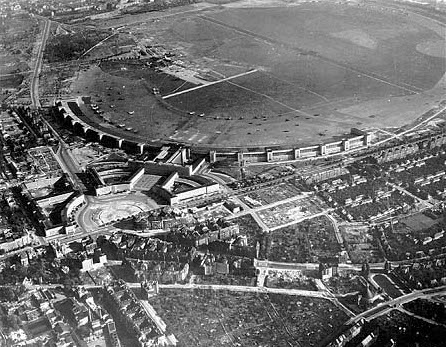
El aeropuerto de Tempelhof tras la II Guerra Mundial.

Después de tomar el control de la base el ejército norteamericano, con la formación de la Fuerza Aérea de los Estados Unidos (USAF) en 1947, Tempelhof se convirtió en una base aérea de la USAF. Las instalaciones fueron renombradas como Tempelhof Air Base (Base Aérea de Tempelhof), donde se instalaría el 7350th Air Base Group, que permanecería en la base hasta 1993. Además, se construyó una pista de hormigón en el lugar de la existente de césped.

#### El puente aéreo
Artículo principal: Bloqueo de Berlín
El 20 de junio de 1948, la Unión Soviética bloqueó todas las rutas terrestres y fluviales hacia Berlín Oeste, como medida de presión para que los aliados cedieran el control de los sectores de la ciudad bajo su mando; desde ese momento, la única vía de acceso era la aérea.
Dos millones y medio de personas residían en Berlín en aquellos momentos, y sus necesidades diarias eran, aproximadamente, de 4500 toneladas de alimentos y otros bienes. Seis días después de empezar el bloqueo soviético despegó el primer avión del puente aéreo hacia Berlín, llevando 80 toneladas de alimentos. La USAF y la Royal Air Force británica comenzaron entonces uno de los mayores hitos en la historia de la aviación, aumentando paulatinamente los vuelos diarios, hasta alcanzar, en los primeros meses de 1949 la cifra de 1400 vuelos diarios, durante las 24 horas del día, lo que suponía un vuelo por minuto en cada uno de los tres aeropuertos que operaban en Berlín Oeste, Tempelhof, Tegel y el aeródromo bajo control británico de Gatow.
Para facilitar el despegue y aterrizaje de los aviones en Tempelhof, se construyó, en un tiempo récord de tres meses, de julio a septiembre de 1948, una nueva pista, seguida de otra más, en sólo dos meses.
El bloqueo de Berlín, y con él el puente aéreo, concluyó el 30 de septiembre de 1949, al comprender las autoridades soviéticas que las potencias occidentales no tenían la intención de ceder.

#### Guerra Fría
Artículo principal: Berlín Oeste

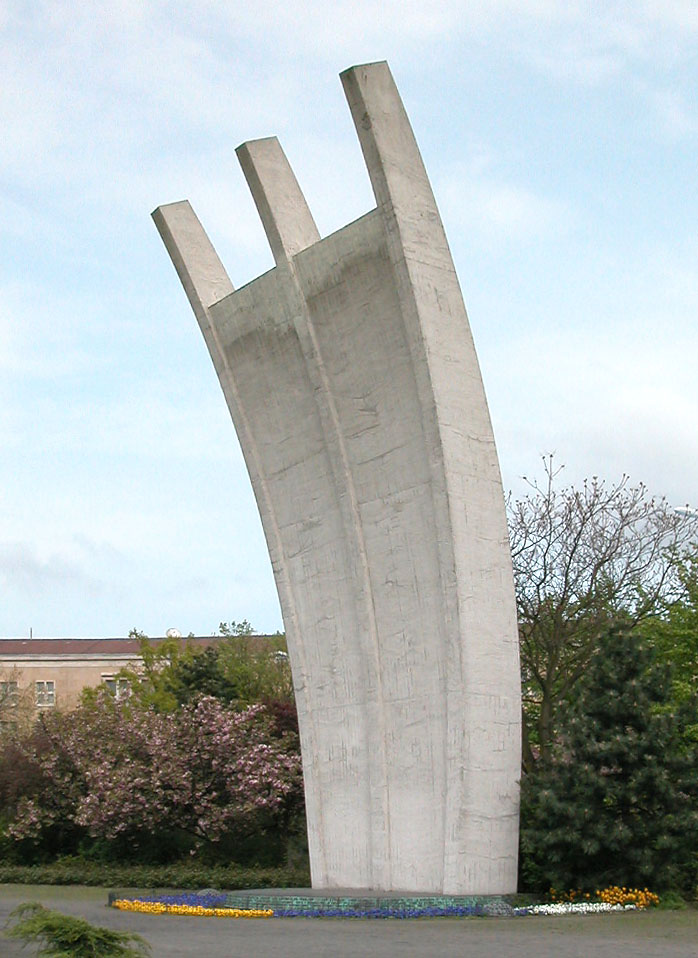
Monumento en el aeropuerto de Tempelhof en homenaje a los pilotos del puénte aéreo. En él están inscritos los nombres de los 70 pilotos (39 británicos y 31 estadounidenses) que fallecieron durante la operación.

Según la Guerra Fría iba incrementando la tensión, los accesos a Berlín Oeste se complicaban. Las aeronaves de la USAF eran acosadas al entrar y salir de la ciudad, dada la situación de Berlín occidental como exclave dentro de la RDA. El aeropuerto era el acceso principal de norteamericanos, franceses y británicos a la ciudad, y se convertiría pronto en un lugar relativamente peligroso.
En febrero de 1958 se renombraron las instalaciones como Tempelhof Central Airport (Aeropuerto Central de Tempelhof), y en noviembre de 1959 la administración del aeropuerto se trasladó a la Base Aérea de Ramstein.
Además del uso militar, Tempelhof fue aeropuerto civil hasta 1975, cuando todo el tráfico comercial fue desviado al Aeropuerto de Tegel. Con la caída del muro de Berlín, el 9 de noviembre de 1989, la permanencia de la base aérea americana en Tempelhof perdía su utilidad, por lo que se inició su desmantelamiento, concluida en junio de 1993 con la retirada del Grupo Aéreo 7350 de las Fuerzas Aéreas estadounidenses.

#### Uso comercial

División de Berlín tras la II Guerra Mundial.

Tras el final de la Segunda Guerra Mundial solo las potencias aliadas podían utilizar los aeropuertos berlineses. Este hecho, ratificado por una cláusula del Acuerdo Cuatripartito sobre Berlín de 1972, implicaba que las aerolíneas alemanas, como Lufthansa, no podían establecer rutas aéreas desde o hacia Berlín Oeste. Así, fue la America Overseas Airlines la primera compañía en establecer una ruta aérea hacia Berlín, desde Nueva York, el 18 de mayo de 1946. Las compañías que operaron en Tempelhof entre 1946 y 1990, fecha de la reunificación alemana fueron principalmente la Pan Am, British Airways y Air France.
En 1975, todo el tráfico aéreo comercial se trasladó a Tegel, quedando Tempelhof únicamente como base aérea militar hasta su reapertura al tráfico comercial en 1990. Desde entonces, el aeropuerto se usó principalmente para aviación general, pequeños aviones chárter y aviación regional.

### Clausura
El cierre del aeropuerto de Tempelhof llevaba debatiéndose prácticamente desde su transferencia a la autoridad civil con motivo de la reunificación alemana, en 1990. La situación céntrica dentro de la propia ciudad, una ventaja para llegar rápidamente a cualquier punto de Berlín, comportaba, sin embargo, varias desventajas. 
Su ubicación a apenas 5 km del centro de la ciudad impedía la ampliación de sus terminales y pistas, lo que motivó que las grandes aeronaves como el Airbus A340 o el Boeing 747 no pudieran aterrizar en él, perdiendo operatividad e importancia. De los casi 20 millones de pasajeros que utilizaron los aeropuertos de Berlín en el año 2007, menos de 350.000 pasaron por Tempelhof. Por ello, el aeropuerto no resultaba rentable y perdía cada año unos 10 millones de euros, por lo que apremiaba su cierre. 
Su clausura, prevista para 2004, se demoró hasta el 31 de octubre de 2008 por causa de una demanda interpuesta por las compañías que operaban en el aeropuerto. Todo el tráfico de Tempelhof y Tegel (también clausurado) se desvió hacia el nuevo Aeropuerto de Berlín-Brandeburgo, surgido tras la ampliación del Aeropuerto de Berlín-Schönefeld que fue inaugurado el 31 de octubre de 2020.

### Uso posterior

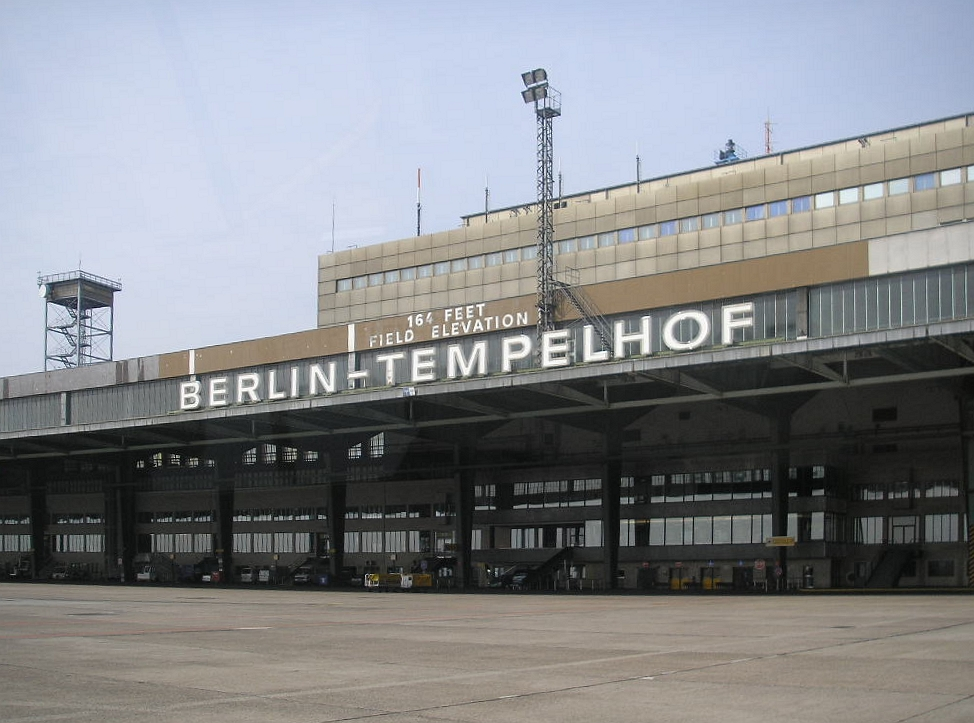
Ingreso aeropuerto.

En mayo de 2010 el antiguo aeródromo fue inaugurado como el mayor parque público de Berlín, con el nombre de «Tempelhofer Feld». La ciudad presupuestó un gasto de 60 millones de euros en el desarrollo del parque entre 2010 y 2017, fecha en la que acogería la exhibición mundial de horticultura IGA 2017. La entrada al parque es libre desde las 6 de la mañana hasta el anochecer.
Los edificios aeroportuarios han agogido numerosas ferias y acontecimientos, como el certamen de moda Bread & Butter, los festivales de música «Berlin Festival» y Popkomm y la «Campus Party Europe 2». El 23 de mayo de 2015 se disputó en el aeropuerto el ePrix de Berlín, la octava carrera de Monoplazas eléctricos correspondiente a la primera temporada de Fórmula E.
En el contexto de la crisis de refugiados, desde finales de 2015 el espacio fue también utilizado como albergue de emergencia, primero en tiendas de campaña y después en una aldea de contenedores de nueva construcción en el borde del aeródromo. Las llamadas Tempohomes, construidas con un coste de unos 17 millones de euros, ofrecían espacio para 1024 personas en 256 pisos independientes con cocina y baño. Estas instalaciones fueron finalmente desmanteladas en junio de 2019.
Los hangares del antiguo aeropuerto sirvieron también entre diciembre de 2020 y julio de 2021 como centro de vacunación en la pandemia de COVID-19.

### Referéndum sobre el uso del parque

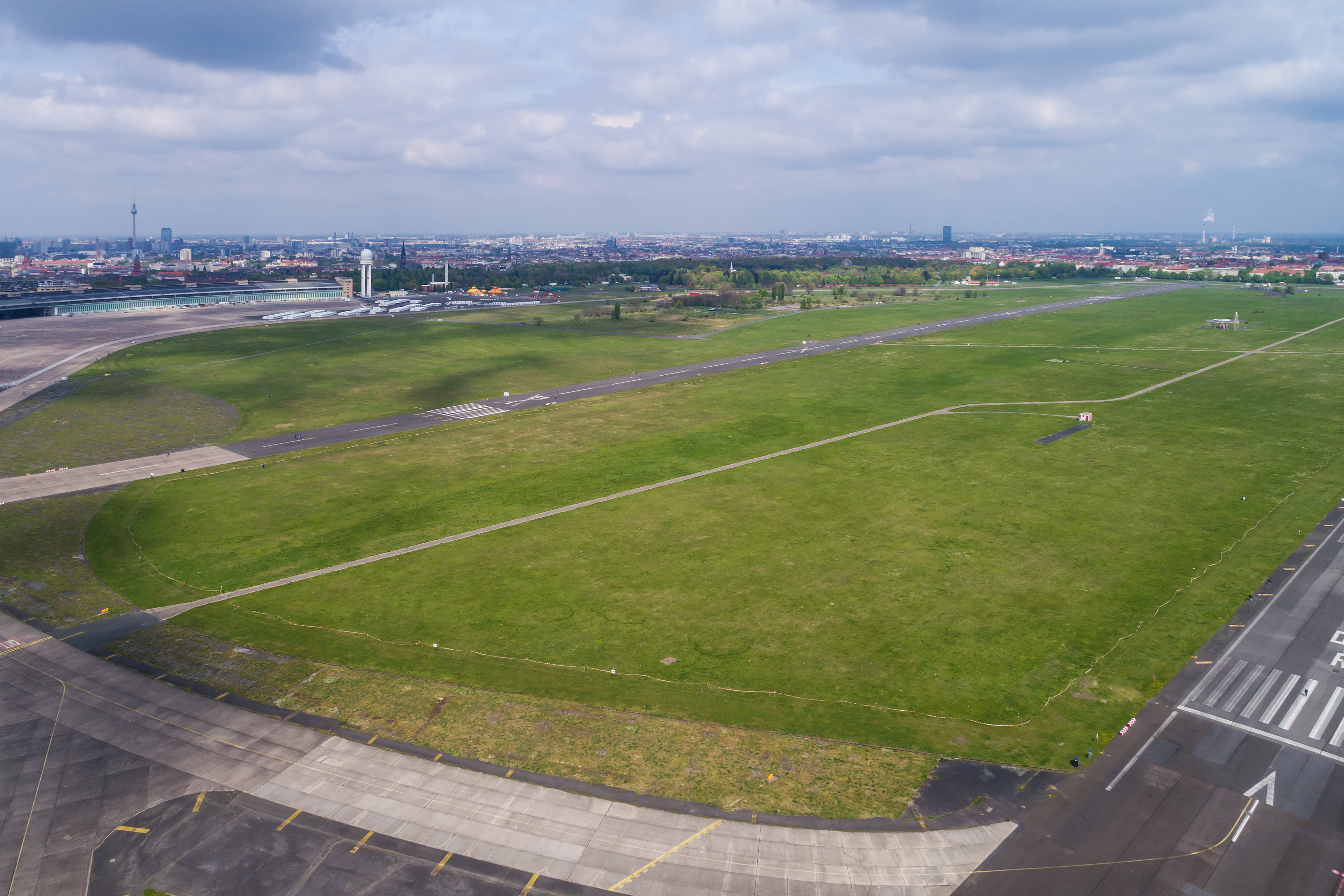
Tempelhofer Feld, 2017

En septiembre de 2011 se fundó la iniciativa ciudadana llamada Demokratische Initiative 100 % Tempelhofer Feld (Iniciativa Democrática 100 % Campo de Tempelhof) en el barrio de Schillerkiez, Neukölln, al este de la zona del parque, con el objetivo de anular los planes del Senado de Berlín, que pretendía urbanizar el terreno. Según la iniciativa, el espacio abierto debería dejarse en su estado natural para el disfrute de vecinos y visitantes. La recogida de firmas para la petición de un referéndum contra la urbanización del parque de Tempelhof se prolongó hasta el 13 de enero de 2014 y obtuvo alrededor de 185.000 firmas. El referéndum se celebró finalmente el 25 de mayo de 2014: el 64 % de los votos emitidos fueron a favor de la no urbanización del parque, el 36 % en contra. Con una participación del 30 % de los berlineses, se superó el quórum, establecido por el Senado en el 25 %.
Desde entonces, la líder berlinesa del partido socialdemócrata SPD Franziska Giffey ha cuestionado públicamente la validez del resultado del referéndum (primero como alcaldesa y luego como consejera de economía), sugiriendo su repetición. Giffey alegó la urgente necesidad de terreno urbanizable en el centro de la ciudad para viviendas y equipamientos.

## Aerolíneas y destinos
La mayor parte del tráfico aéreo de Tempelhof se componía de pequeños vuelos chárter o aerotaxis. Sin embargo, algunas líneas mantenían vuelos regulares desde el aeropuerto:
- Brussels Airlines (Bruselas)
- Cirrus Airlines (Mannheim)
- InterSky (Friedrichshafen, Graz)

Las siguientes compañías chárter operaban también en Tempelhof:
- AAF Aviona Air
- Air Service Berlin
- AIRSHIP Air Service
- Bizair Fluggesellschaft
- Business Air Charter
- Heli Unionair
- Jet Club Deutschland Chartermanagement
- Private Wings
- Rotorflug
- TAG Aviation
- Windrose Air

## Cultura de masas
- El aeropuerto sirve de escenario en el videojuego de Sniper Elite.
- Aparece en la última escena de la película Uno, dos, tres de Billy Wilder.
- En la serie de History Channel La Tierra Sin Humanos, el aeropuerto se utiliza como ejemplo de lo que le suceden a las grandes aerolíneas cuando desaparecen los humanos. Según la serie, en 50 o 60 años la estructura se derrumbará por haber sido construido como una estructura temporal.
- Aparece en la película Atómica cuándo Lorraine Broughton (Charlize Theron) llega a Berlín.